# قسم مشرحات الريفي
قسم مشرحات الريفي (بالإنجليزية: Mosharrahat Rural District)‏ هي قسم وتقع في إيران في قسم. يقدر عدد سكانها بـ 7,651 نسمة .